# Tajvani zöldgalamb
A tajvani zöldgalamb (Treron formosae) a madarak osztályának galambalakúak (Columbiformes) rendjébe és a galambfélék (Columbidae) családjába tartozó faj.

## Előfordulása
Japán, a Fülöp-szigetek és Tajvan szubtrópusi és trópusi síkvidéki nedves erdeiben honos.

## Alfajai
- Treron formosae permagnus
- Treron formosae medioximus
- Treron formosae formosae
- Treron formosae filipina